# Ewan Stewart
Ewan Stewart est un acteur britannique né le 26 août 1957 à Glasgow.

## Filmographie
- 1979 : That Summer
- 1982 : Commando
- 1982 : Remembrance
- 1983 : Ill fares the land
- 1984 : Flight to Berlin
- 1985 : White City
- 1985 : Not Quite Paradise
- 1989 : Resurrected
- 1991 : Kafka
- 1995 : Rob Roy
- 1995 : Dernier voyage à Glasgow
- 1996 : De la part de Stella
- 1997 : Titanic : 1er officier William McMaster Murdoch
- 1999 : The Big Brass Ring
- 2000 : Séduction à l'irlandaise
- 2003 : Young Adam : Daniel Gordon
- 2006 : Alpha Male
- 2007 : Traque sanglante
- 2009 : The Bedfords
- 2011 : David Rose
- 2011 : Eliminate : Archie Cookson
- 2015 : The Interceptor